# Proces Jezusa
Proces Jezusa – opisane w Ewangeliach postępowanie procesowe wobec oskarżonego o crimen laesae maiestatis Jezusa z Nazaretu, zatwierdzone przez Poncjusza Piłata wyrokiem ukrzyżowania. Proces miał miejsce w Jerozolimie w przeddzień święta Paschy prawdopodobnie w 30 lub 33 roku.

## Źródła
Jakkolwiek podstawowym źródłem dla procesu Jezusa są Ewangelie kanoniczne, to wzmianki o nim można odnaleźć w innych źródłach – chrześcijańskich i niechrześcijańskich.
Wśród chrześcijańskich pozabiblijnych źródeł opisujących proces Jezusa wybija się apokryf zwany Ewangelią Nikodema. Utwór zawiera uzupełnienia względem Ewangelii kanonicznych, jak oddanie czci Jezusowi przez kursora i szczyty znaków legionistów, rozbudowane oskarżenia (narodzenie z cudzołóstwa, pochodzenie cudów). O procesie Jezusa wzmiankują również inne apokryfy należące do tzw. cyklu Piłata. Przykładowo List Piłata do Tyberiusza wskazuje, że Piłat wydał wyrok skazujący z obawy o rozruchy w mieście i powołując się na wierność cesarzowi.
Tacyt w Annales wspomniał o skazaniu Jezusa za Poncjusza Piłata. Podobną informację zawiera Testimonium Flavianum. Z kolei Talmud babiloński opisuje, że wobec Jezusa na czterdzieści dni przed egzekucją zapowiadano ukamienowanie za magię, podburzanie ludu i bałwochwalstwo; ostatecznie według Talmudu Jezusa powieszono w przeddzień Paschy.

## Chronologia procesu według Ewangelii kanonicznych

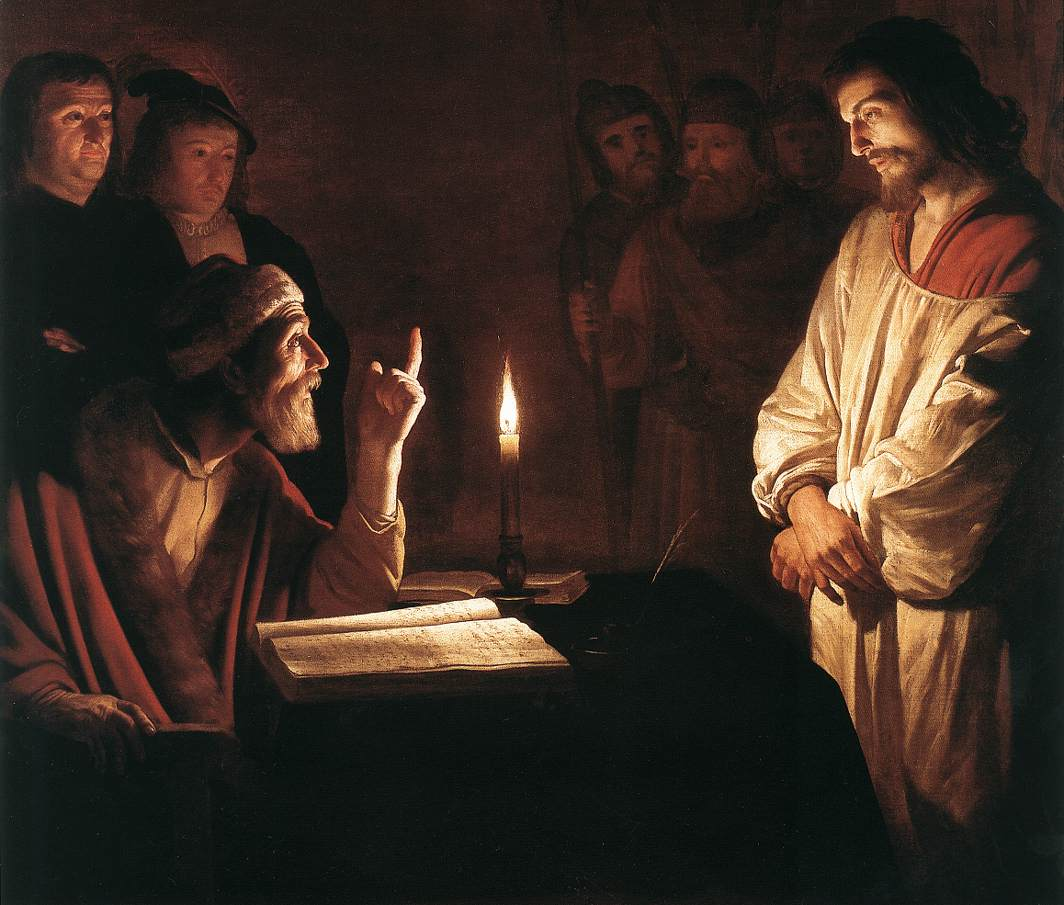
Gerrit van Honthorst, Chrystus przed Kajfaszem (ok. 1618)

Kanoniczne Ewangelie zasadniczo wyodrębniają trzy fazy procesu Jezusa: zebranie Sanhedrynu w domu Kajfasza, przesłuchanie przez Sanhedryn i proces przed Piłatem. Wspólne wydarzenia opisane przez ewangelistów to:
- doprowadzenie Jezusa po aresztowaniu do najwyższego kapłana (według Jana najpierw do Annasza),
- zebranie Sanhedrynu, sformułowanie zarzutów i przekazanie Jezusa władzy rzymskiej,
- postępowanie przed Piłatem (według Łukasza także przed Herodem),
- zastosowanie privilegium paschale (przywileju paschalnego, tj. amnestii) wobec Barabasza,
- wydanie wyroku skazującego i wykonanie kary[8].

## Tło i aresztowanie
Według Josepha Ratzingera decyzja o aresztowaniu Jezusa została podjęta przez środowisko świątyni w okolicy Niedzieli Palmowej, na co miały wpływ: narastający kult Jezusa jako mesjasza, wskrzeszenie Łazarza, oczyszczenie świątyni, zapowiedź zburzenia świątyni i rekonfiguracja kultu. Z tych powodów arcykapłan i faryzeusze odbyli naradę, na której ustalili, że z obawy o możliwy wzrost niepokojów politycznych i związaną z tym interwencję Rzymu należy unicestwić Jezusa. Osobą, która pierwsza postulowała takie rozwiązanie, był Kajfasz.
Jezus został aresztowany w Wielki Czwartek w ogrodzie Getsemani. Wskazania Jezusa dokonał jego uczeń, Judasz, który otrzymał za to trzydzieści srebrników. Wskazanie dokonało się przez pocałunek Judasza i pozdrowienie Jezusa słowami „Witaj, Mistrzu”. Jan rozbudował ten opis. W aresztowaniu uczestniczyła straż świątynna. Kontrowersje budzi obecność żołnierzy rzymskich przy aresztowaniu w związku z fragmentem Ewangelii Jana mówiącym o kohorcie i trybunie (J 18, 12). Jako argumenty za udziałem Rzymian w aresztowaniu podaje się potencjalny problem z rozpoznaniem Jezusa (stąd pocałunek Judasza) i noszenie mieczów, a argumentem przeciw jest istotne uchybienie proceduralne – konieczność wystosowania prośby do Piłata, co byłoby związane z zapoznaniem się przez niego z sytuacją, możliwością zastosowania aresztu tymczasowego i przejęciem sprawy.

## Fazy procesu

### Sąd Sanhedrynu
Po aresztowaniu Jezusa został on doprowadzony przed Wielki Sanhedryn – zgromadzenie 71 członków z siedzibą w Jerozolimie, stanowiących religijno-państwową radę, na którą składali się: arcykapłan, saduceusze i faryzeusze. Dla ważności zgromadzeń, odbywających się w tzw. Sali Ciosanego Kamienia w świątyni, niezbędna była obecność przynajmniej 23 członków. Jan wspomina, iż pierwsze przesłuchanie było nieformalne i nastąpiło na dziedzińcu pałacu Annasza. Miało ono prawdopodobnie na celu przygotowanie materiału dowodowego do postępowania przed Sanhedrynem. Annasz przesłuchał Jezusa i kazał go odprowadzić do Kajfasza. Jan ze względów praktycznych pominął opis przesłuchania u Kajfasza, którym szczegółowo zajęli się synoptycy.
Zebranie Sanhedrynu w sprawie Jezusa budzi różne opinie w środowisku naukowców. Jest ono opisywane jako bądź to postępowanie mające za wszelką cenę pozbycie się Jezusa, bądź wstępne przesłuchanie, bądź formalny proces z wydaniem wyroku. Niektórzy w ogóle odrzucili postępowanie przed Sanhedrynem jako niehistoryczne. Problemem jest również ustalenie zakresu kompetencji Rady w sprawach sądowych. Wśród możliwości wymienia się zachowanie prawa do wydawania i wykonywania wyroków śmierci, wydawanie wyroków ze zgodą namiestnika na ich wykonanie bądź postępowanie przed namiestnikiem w trybie skargowym. Najbardziej prawdopodobna jest trzecia opcja.
Ewangeliczne relacje o procesie Sanhedrynu wspominały o dwóch posiedzeniach Rady: w nocy i rano. Po doprowadzeniu Jezusa okazało się, że Rada nie dysponuje gotowym oskarżeniem. Zeznania dwóch świadków dotyczyły znieważenia świątyni, jednak nie były one zgodne. W tej sytuacji Jezus winien być uwolniony, do czego jednak nie doszło.
Decydującym momentem w trakcie posiedzenia Rady było pytanie Kajfasza o mesjańskie roszczenia Jezusa. Jezus udzielił odpowiedzi pozytywnej, dodając, iż jako Syn Człowieczy przyjdzie z obłokami niebieskimi. Ewangelia Łukasza podaje dwa pytania o mesjańskość Jezusa, z czego na pierwsze Jezus nie odpowiedział wprost, zaś odpowiedzią na drugie pytanie potwierdził synostwo Boże. Kajfasz w reakcji rozdarł szaty na znak oburzenia i zapytał obecnych o wyrok. Członkowie Sanhedrynu przez aklamację uzgodnili, że oskarżony jest winien śmierci za przestępstwo bluźnierstwa. Jako że orzekanie kary śmierci było zarezerwowane dla rzymskiego okupanta, Jezus wczesnym rankiem (zdaniem Friedricha Doerra o siódmej rano) został doprowadzony przed prefekta Judei, Poncjusza Piłata. Piłat bowiem z powodu zbliżającej się Paschy przybył ze swojej stałej siedziby w Cezarei Nadmorskiej do Jerozolimy, przy czym w literaturze występują spory, czy prefekt przebywał w twierdzy Antonia, czy też w pałacu Heroda.
Do istotnych wad postępowania przed Sanhedrynem należało zabronione przez prawo sądzenie w nocy, skazanie tego samego dnia (tylko wyrok uniewinniający mógł być wydany tego samego dnia) i uznanie winnym na podstawie samego przyznania się, bez zeznań świadków, chociaż Biblia dopuszczała przyznanie się jako istotny dowód.

### Sąd Piłata

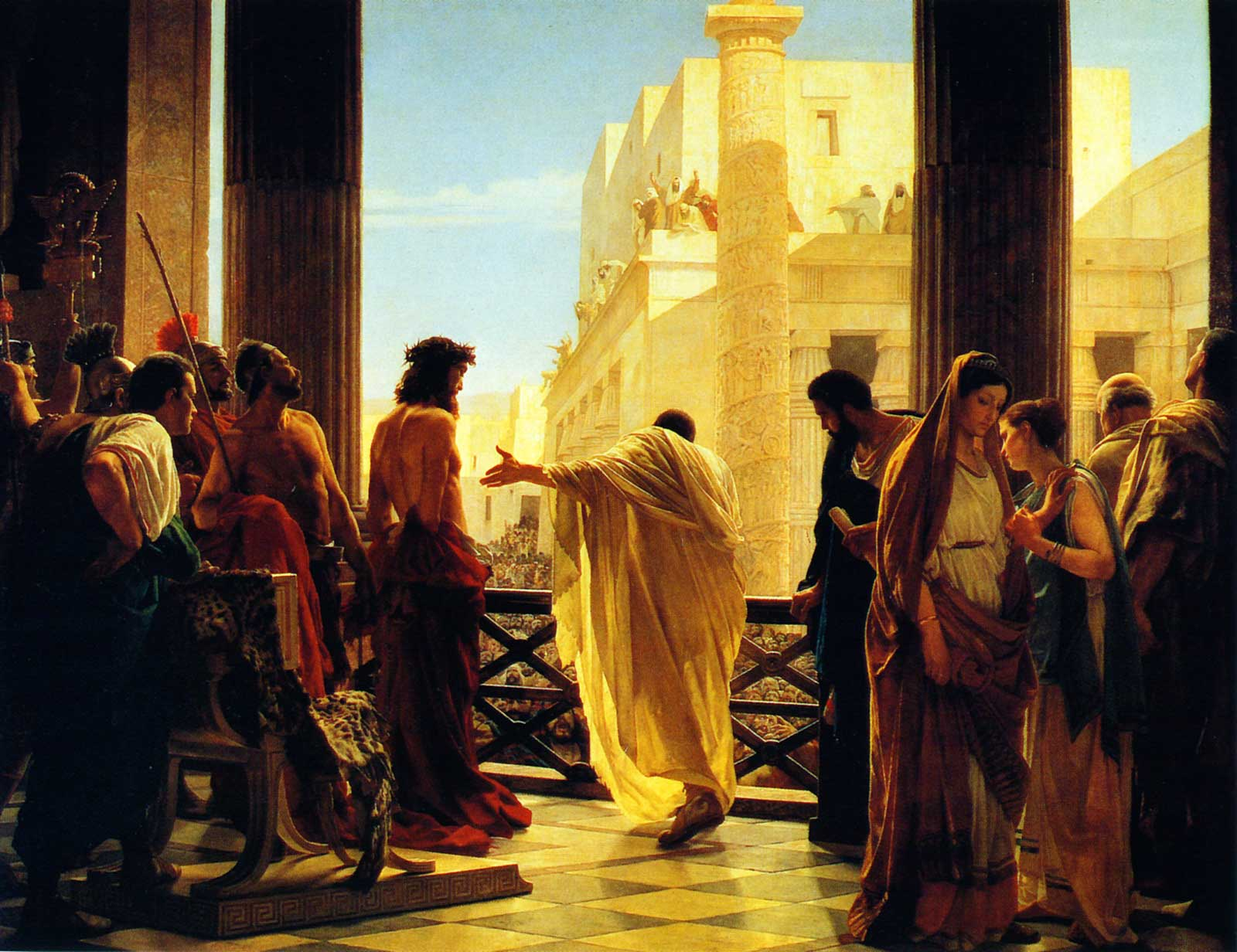
Antonio Ciseri, Ecce Homo (1871)

W związku z przygotowaniem Żydów do Paschy i możliwością zaciągnięcia na siebie nieczystości rytualnej, oskarżyciele zaprowadzili Jezusa do pretorium, a sami pozostali na zewnątrz. Piłat zapytał Żydów o zarzuty, jakie wnosili wobec podsądnego, co rozpoczęło postępowanie. Przedstawiono namiestnikowi następujące oskarżenie wobec Jezusa:
- wzniecanie niepokojów,
- nakłanianie do niepłacenia należnych Rzymowi podatków,
- uzurpacja tytułu królewskiego[22].

Przedstawienie zarzutów, które sanhedryci wystosowali wobec Jezusa na swoim posiedzeniu, było związane z żydowskim prawem, stąd Piłat nie musiałby rozpoznawać tej sprawy. Bluźnierstwo przeciw nierzymskiemu Bogu bowiem nie było w prawie rzymskim przestępstwem. Stąd podniesiono wobec Jezusa zarzuty o przestępczą działalność przeciwko państwu, na co Piłat musiał zainterweniować.
Po wysłuchaniu skargi Piłat wprowadził Jezusa wewnątrz pretorium i rozpoczął przesłuchanie. Wszyscy ewangeliści są zgodni co do tego, że swoje przesłuchanie namiestnik rozpoczął od zapytania Jezusa, czy jest on królem żydowskim. Początkowo Jezus udzielił odpowiedzi wymijającej („Tyś powiedział”, w BT przetłumaczonej jednak „Tak, ja nim jestem”), co na gruncie prawa rzymskiego stanowiło przyznanie się do winy. Jan Ewangelista relacjonuje również dalsze przesłuchanie Jezusa. Oskarżony stwierdził, że jego królestwo nie pochodzi z tego świata, ponieważ w przeciwnym wypadku jego słudzy nie pozwoliliby na jego wydanie. Na pytanie Piłata, czy jest królem, stwierdził, że celem jego narodzenia było danie świadectwa prawdzie. Piłat na to zapytał „Co to jest prawda?”. Namiestnik po przesłuchaniu zorientował się, że podsądny nie zagraża bezpieczeństwu publicznemu Rzymu. Ponadto Jan zanotował, iż Piłat się „uląkł”. Lęk ten mógł być związany z zabobonnością Rzymian i ewentualnym przeświadczeniem Piłata, że Jezus może być jakimś bogiem w ludzkiej postaci. Mateusz i Marek dodają, że Jezus nie odpowiedział na dalsze zarzuty oskarżycieli, co wywołało zdziwienie namiestnika. Po przesłuchaniu Piłat dokonał absolutio, to znaczy stwierdził brak dowodów winy oskarżonego, co jednak nie pociągało za sobą umorzenia postępowania.
Ewangelia Łukasza opisuje epizod, w którym Jezus, jako Galilejczyk, z polecenia Piłata zostaje odesłany do Heroda Antypasa. Jako że to namiestnik miał możliwość rozpoznania sprawy przestępstwa popełnionego na podległym mu terytorium, wysnuto różnorakie hipotezy dotyczące decyzji Piłata. Wskazuje się na: wyjątkowe przywileje Heroda Wielkiego w zakresie jurysdykcji, które mogły w jakiejś postaci przetrwać do czasów Jezusa; okazanie szacunku Herodowi przez Piłata; odstąpienie Piłata od jurysdykcji; naprawa relacji między Piłatem i Herodem. U Heroda Jezus został początkowo przyjęty jako cudotwórca, jednak nie udzieliwszy odpowiedzi na liczne pytania tetrarchy, został przez niego wyszydzony i powtórnie odesłany do Piłata.
Po ponownym przybyciu Jezusa do Piłata, prefekt powołał się na znane tylko z Ewangelii privilegium paschale, czyli uwolnienie jednego z więźniów z okazji święta Paschy. Alternatywą dla Jezusa był więzień zatrzymany za rozruchy i zabójstwo, być może członek ruchu oporu, imieniem Barabasz. Prawdopodobnie nie został on jeszcze osądzony, co dopuszczałoby możliwość ułaskawienia więźnia, jednak z mandatu cesarza. Obecni ludzie domagali się uwolnienia Barabasza.
Namiestnik wydał nakaz ubiczowania Jezusa. Biczowanie bywało oddzielną karą, jednak często było jedynie wstępem do kary zasadniczej. Piłat w stosunku do Jezusa potraktował tę karę jako ostrzeżenie. Prawdopodobnie Jezus był bity flagellum. Zdaniem Rudolfa Pescha chłosta musiała być wyjątkowo brutalna, skoro Jezus umarł na krzyżu bardzo szybko i musiał skorzystać z pomocy Szymona z Cyreny podczas niesienia krzyża. Po ubiczowaniu nastąpiło upokorzenie Jezusa przez rzymskich żołnierzy, którzy, wiedząc o jego królewskich pretensjach, wykorzystali karykaturalne przymioty królewskie: purpurowy płaszcz, koronę cierniową i berło z trzciny. Hołd natomiast oddawali poprzez naigrawanie się i policzkowanie.
Piłat ubiczowanego Jezusa przedstawił ludowi słowami „Oto człowiek”, ponownie przy tym podkreślając niewinność oskarżonego. W odpowiedzi na to tłum orzekł, że w przypadku uwolnienia Piłat nie jest „przyjacielem Cezara”. Oznaczało to możliwość doniesienia cesarzowi o popieraniu przez Piłata buntów politycznych i brak reakcji na obrazę majestatu cesarza. W takim wypadku Piłat mógłby być sądzony za crimen laesae maiestatis. Jeżeli założyć, że proces Jezusa miał miejsce w roku 33, to dodatkowym argumentem za wydaniem wyroku skazującego mogło być zgładzenie protektora Piłata – Sejana – za spisek w 31 roku.
Mateusz wspomniał o dokonaniu przez Piłata żydowskiego zwyczaju, nieznanego Rzymianom – umyciu rąk, który to gest miał pokazać Żydom, że Piłat nie chciał wydać wyroku śmierci na Jezusa. Następnie namiestnik usiadł na trybunale zwanym Litostratos i za przestępstwo crimen laesae maiestatis zasądził ukrzyżowanie. W ramach kary Jezus dźwigał patibulum na miejsce egzekucji. Ponadto do krzyża skazanego przybito titulus z podaniem jego winy w językach: hebrajskim, greckim i łacińskim: Jezus Nazarejczyk Król Żydowski.

## Rewizja procesu
25 kwietnia 1933 roku trybunał składający się z pięciu Żydów dokonał rewizji procesu Jezusa z Nazaretu. Przy czterech głosach za i jednym przeciw orzeczono, że wyrok skazujący był błędem. Po proklamacji niepodległości Izraela pierwszy prezes Sądu Najwyższego Mosze Smoira otrzymał wnioski uzasadniające konieczność rewizji. Sąd orzekł, że postępowanie procesowe Jezusa nie odbywało się przed sądem żydowskim, a organem właściwym do rozpoznania sprawy jest sąd włoski, jako że Włochy są prawnym następcą Imperium Rzymskiego.